# Eda
För andra betydelser, se Eda (olika betydelser).
Eda är en småort i Eda kommun och kyrkby i Eda socken.
I Eda ligger Eda kyrka. 

## Befolkningsutveckling
| Befolkningsutvecklingen i Eda 1995–2015 | Befolkningsutvecklingen i Eda 1995–2015 | Befolkningsutvecklingen i Eda 1995–2015 | Befolkningsutvecklingen i Eda 1995–2015 | Befolkningsutvecklingen i Eda 1995–2015 |
| --------------------------------------- | --------------------------------------- | --------------------------------------- | --------------------------------------- | --------------------------------------- |
|                                         |                                         |                                         |                                         |                                         |
| År                                      |                                         |                                         | Folkmängd                               | Areal (ha)                              |
| 1995                                    | 1995                                    |                                         | 72                                      | 35#                                     |
| 2000                                    | 2000                                    |                                         | 77                                      | 35#                                     |
| 2005                                    | 2005                                    |                                         | 71                                      | 35#                                     |
| 2010                                    | 2010                                    |                                         | 74                                      | 35#                                     |
| 2015                                    | 2015                                    |                                         | 71                                      | 44#                                     |
| Anm.: # Som småort.                     |                                         |                                         |                                         |                                         |